# 黎巴嫩—烏拉圭關係
黎巴嫩與烏拉圭關係是指黎巴嫩共和國和烏拉圭東岸共和國兩國之間的外交關係，烏拉圭於1943年11月22日承認黎巴嫩獨立，並於1945年10月25日建交。兩國都是77國集團的成員。

## 外交關係
1924年，烏拉圭在黎巴嫩首都貝魯特建立了名譽領事館，1928年11月16日成為駐大黎巴嫩及敘利亞領事館。1945年10月25日，烏拉圭成為第一個與新獨立的黎巴嫩建立外交關係的國家之一，從而將其貝魯特使團升格為大使館。1954年，黎巴嫩總統卡密拉·夏蒙訪問烏拉圭。1954年5月31日，他在蒙得維的亞簽署了兩國之間的第一項條約。
1999年12月，黎巴嫩外交部秘書長扎弗爾·哈桑（Zafer El-Hasan）與烏拉圭副外交大臣羅伯托·羅德里格斯·皮奧利（Roberto Rodriguez Pioli）舉行雙邊會談，以加强兩國在政治，經濟和文化領域的關係。皮奧利與一個來自黎巴嫩的商人代表團一起訪問了黎巴嫩。雙方代表簽署了一項文化合作協定。
1995年至2000年擔任總統的胡利奧·瑪麗亞·桑吉內蒂在下台後接受採訪時說，由於黎巴嫩未能打擊恐怖主義，烏拉圭在黎巴嫩與以色列的爭端中支持黎巴嫩是錯誤的。
2007年5月，黎巴嫩總統埃米爾·拉胡德向即將離任的烏拉圭大使沃斯·阿爾貝托·盧比奧（Vos Alberto Rubio）授予國家雪松勳章（National Order of the Cedar），以感謝他的外交工作。盧比奧隨後為烏拉圭獨立運動領袖何塞·赫瓦西奧·阿蒂加斯的半身像揭幕，以紀念兩國之間長達49年不間斷的外交關係。2007年下半年，豪爾赫·路易斯·朱爾·阿諾萊蒂（Jorge Luis Jure Arnoletti）成為新的烏拉圭駐黎巴嫩大使。
2011年4月，烏拉圭外交大臣路易斯·阿爾瑪格洛對黎巴嫩和其他中東國家進行了正式訪問。

## 黎巴嫩與以色列衝突
烏拉圭一貫在黎巴嫩與以色列的爭端上支持黎巴嫩。1978年南黎巴嫩衝突爆發時，烏拉圭議會要求執行1978年《聯合國安理會425號決議》，要求以色列立即從黎巴嫩撤軍。在2006年以黎衝突中，烏拉圭外交大臣雷納爾多·加加諾表示，以色列應在聯合國的監督下停火並與黎巴嫩展開對話。

## 烏拉圭黎巴嫩裔
早於1860年代便有黎巴嫩人移民烏拉圭。1954年，烏拉圭約有15,000名黎巴嫩人後裔，2009年增至約55,000。1997年，時烏拉圭眾議院議長指出，其99個議席的議會中有兩名黎巴嫩裔成員，包括他本人。